# Intervalómetro
Un intervalómetro es un dispositivo programable que se conecta a la cámara fotográfica y actúa como un disparador automatizado para poder disparar centenares de fotos a intervalos precisos. Es un elemento central en la fotografía a intervalos y hay de muchos tipos diferentes: algunos internos a través del firmware de la cámara y otros externos.

## Fotografía
Los fotógrafos utilizan intervalòmetres para provocar exposiciones. Los fotógrafos suelen realizar esta técnica con el fin de obtener series time-lapse o para hacer (o empezar a hacer) fotos tras un retraso definido. 
Algunos ejemplos de uso de intervalòmetres en fotografía aérea incluyen retrasar el inicio de una fotografía con una cámara desatendida hasta un tiempo después del despegue y separar múltiples exposiciones en el tiempo, como consecuencia, también se separa la distancia a medida que viaja el vehículo que contiene la cámara, obteniendo así el efecto 3D (estereoscopía). Para obtener el efecto 3D, cada imagen debería tener aproximadamente el 60% de la superficie en común con la imagen anterior o la siguiente. El intervalo se calcula en función de la altitud y la velocidad del vehículo; por ejemplo, intervalos más cortos para baja altitud y velocidad alta. 
A menudo el propósito de un intervalómetro en fotografía es reducir los recursos necesarios para hacer las fotografías o post-procesarlas, ya que permite obtener imágenes similares haciendo que la cámara tome fotografías continuamente lo más rápido posible. El uso de un intervalómetro permite restringir las fotografías sólo a aquellas que tengan el contenido deseado. De esta manera se reducen los requisitos de recursos, tales como soportes de alimentación y almacenamiento (por ejemplo, espacio de películas o tarjetas de memoria). 
La mayoría de las cámaras digitales de reflejo único (DSLR) están limitadas a exposiciones de 30 segundos o más cortas. Un intervalómetro puede controlar exposiciones largas (> 30 segundos) o muy largas (minutos u horas) mediante el parámetro "Bulb". Las exposiciones largas y muy largas tomadas por la noche se pueden combinar para crear animaciones time-lapse, incluidas las star trails. Los astrofotógrafos pueden utilizar técnicas de procesamiento con estas exposiciones para crear imágenes de objetos del espacio profundo en el cielo nocturno, como nebulosas y galaxias. 
La mayoría de cámaras modernas incluyen la funcionalidad básica del intervalómetro, el "disparador automático", que retrasa el obturador durante poco tiempo, lo que permite al fotógrafo entrar, por ejemplo, en la imagen. 
En el pasado, los intervalómetros eran dispositivos externos que s'interfazaven con un obturador de la cámara para hacer una fotografía o una serie de imágenes en un tiempo determinado. A veces, se utilizaban las funciones de disparo remoto existentes en las cámaras. Más adelante, los productos independientes conocidos habitualmente como intervalómetros, añadieron capacidades más allá de los conceptos básicos de medir y señalizar un intervalo de tiempo. Una de las primeras funciones añadidas fue la posibilidad de utilizar un evento externo para indicar el inicio de los intervalos de tiempo. La capacidad de detectar un evento externo es una característica tan común de los productos intervalómetros que mucha gente no distingue entre la detección del evento y la medida de intervalos de tiempo. 
Lo que se quiere decir cuando se habla de un "intervalómetro" se determinará a partir del contexto. Algunas posibilidades son: capacidad de time lapse (estrictamente una función intervalòmetre), detección de un evento remoto, un retraso de tiempo superior al que la mayoría considera el intervalo del "temporizador", etc. Estrictamente hablando, un intervalómetros sólo mide, y/o señala, intervalos de tiempo. 
Casi todas las cámaras digitales tienen funciones básicas de intervalómetro: current and Elapsed times. Las funciones más avanzadas son cuestiones de lo que el fabricante elige implementar el firmware de la cámara. Las funciones más allá del disparador automático están empezando a aparecer en algunas cámaras digitales y a menudo se distinguen entre modelos similares en una línea de cámaras.

### Tipos de intervalómetros

#### Software
Algunas cámaras de fotografía, cómo la sèrie Alpha de Sony, incorporan dentro del propio firmware la opción de intervalómetro. Por cámaras de la marca Canon existe un firmware no oficial de la propia compañía, denominado Magic Lantern, que también tiene la opción intervalómetro.

#### Dispositivos externos
Son la opción más común para hacer la función de intervalòmetre. Existen de todo tipo. Dedicados exclusivamente a hacer de intervalómetro o incluso hechos a medida con otros aparatos o dispositivos cómo podrían ser el uso de una Nintendo DS y un accesorio para conectarla a la cámara.

#### Ordenadores o Teléfonos Móviles
Existen diferentes software para ordenadores o teléfonos móviles que pueden hacer de intervalómetro.
| Libre        | De pago             |
| ------------ | ------------------- |
| DiyPhotoBits | GBTimelapse         |
| gPhoto2      | DSLR remote pro     |
| Sofortbild   | DSLR Assistant      |
|              | Nikon Control Pro 2 |

## Aplicaciones militares
El sistema de contramedidas ALE-39 utiliza intervalsòmetres fabricados por Ledex Inc. (Ahora forma parte de Johnson Electric) de Dayton, Ohio. La ALE-39 dispara bengalas de forma sincronizada, de forma rápida y con gran fiabilidad. El intervalómetro de la ALE-39 es esencialmente un conmutador rotativo accionado por solenoide impulsado por un programador separado, que proporciona intervalos de temporización y canal que permiten uno o dos canales. Los intervalos que contienen relojes de intervalo internos incluyen los interruptores Lau-68, Suu-13 y similares secuenciados electromecánicamente. Se proporciona seguridad a las salidas no encendido manteniendo una conexión de tierra a todas, excepto la salida seleccionada para disparar; es decir, proporciona un pulso eléctrico en la espalda que dispara. 
Los aviones bombarderos pueden lanzar todas las bombas al mismo tiempo ( "salvo") o lanzar bombas individuales a intervalos. Un bombardero que selecciona este último puede programar un intervalómetro para controlar la velocidad de lanzamiento de la bomba, que determina la distancia entre ellos en la zona objetivo.

## En los hogares
Los intervalómetros habituales en los hogares incluyen temporizadores que encienden y apagan las luces en horas determinadas, o controladores para el sistema de aspersión automático. La gente utiliza estos dispositivos cuando salen de casa durante un período prolongado, para hacer ver que la casa está ocupada. También hay un gran número de aplicaciones comerciales e industriales, incluso para estos intervalòmetres básicos.